# Mount Strandtmann
Mount Strandtmann ist ein 1970 m hoher Berg im Norden des ostantarktischen Viktorialands. In den Freyberg Mountains ragt er 5 km nördlich der Smiths Bench auf. 
Der United States Geological Survey kartierte ihn anhand eigener Vermessungen und Luftaufnahmen der United States Navy aus den Jahren von 1960 bis 1964. Das Advisory Committee on Antarctic Names benannte ihn 1969 nach Russell William Strandtmann (1910–1996), Biologe auf der McMurdo-Station in zwei aufeinanderfolgenden Sommerkampagnen zwischen 1966 und 1968.